# Arignar Anna Zoological Park
Koordinaten: 12° 53′ 6″ N, 80° 5′ 43″ O

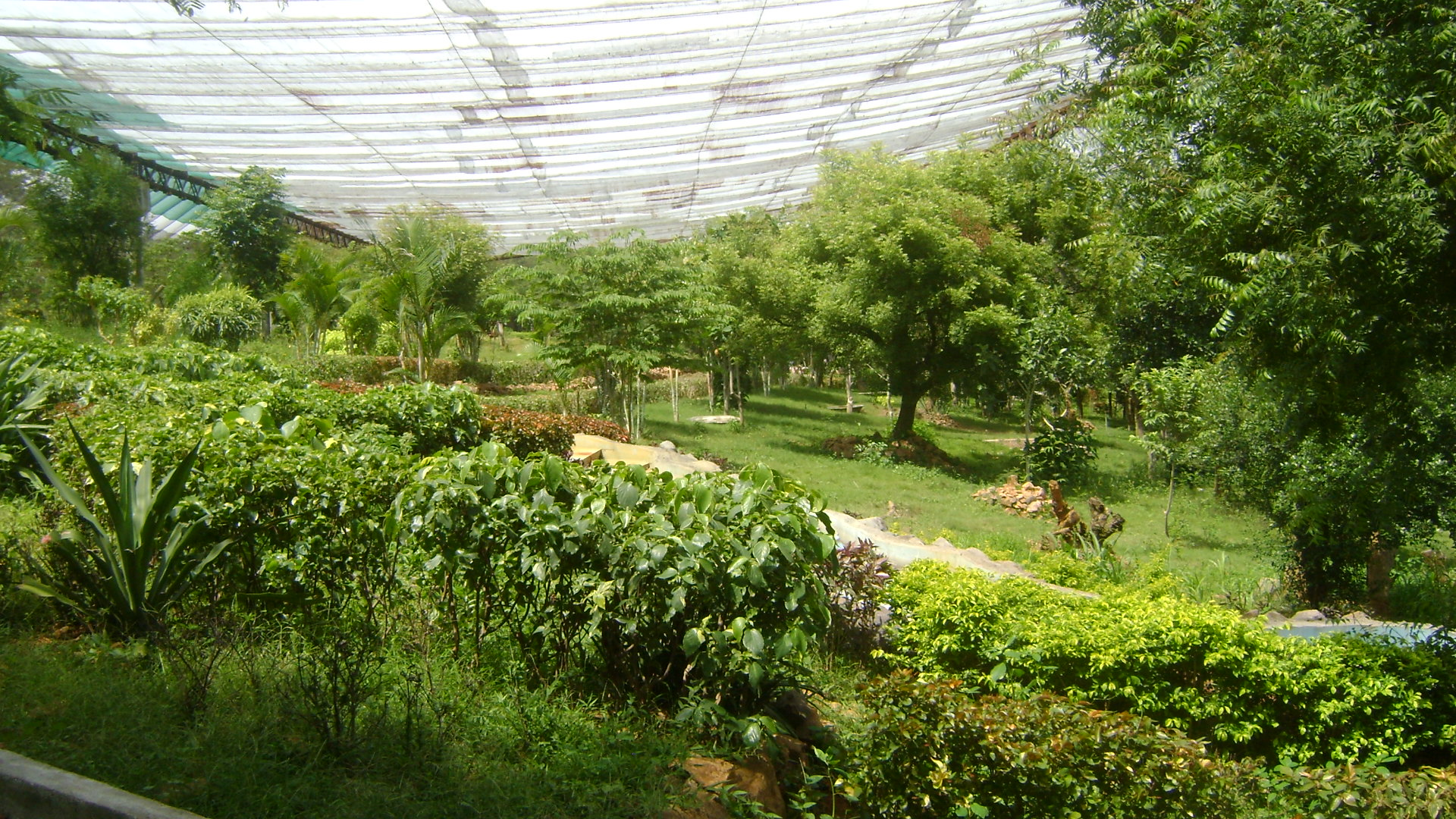
Blick in eine Freiflughalle

Der Arignar Anna Zoological Park, auch als Vandalur Zoo bekannt, ist ein Zoo in dem südlich von Chennai gelegenen Vorort Vandalur im indischen Bundesstaat Tamil Nadu. Er umfasst eine Gesamtfläche von ca. 602 Hektar. Der Zoo ist Mitglied der World Association of Zoos and Aquariums. Der Arignar Anna Zoological Park wurde nach dem aus Tamil Nadu stammenden Politiker und Autor C. N. Annadurai benannt.

## Geschichte
Im Jahr 1855 wurde in Madras (dem heutigen Chennai) eine Menagerie eröffnet, die sich bei der Bevölkerung großer Beliebtheit erfreute, sodass weitere Tiere angeschafft wurden. Dadurch wurde die zur Verfügung stehende Fläche für die Tiere im Laufe der Zeit sehr eng. Da sich außerdem die Standards der Tierhaltung grundlegend geändert hatten und dadurch keine artgerechte Haltung mehr vorlag, wurde ein neuer Standort für den Tierpark gesucht. Als Ergebnis von detaillierten Untersuchungen wurde der Vandalur Reserve Forest schließlich als geeignet befunden. Nach umfangreichen Arbeiten an der Infrastruktur dieser natürlichen Forstlandschaft mit dem Bau zahlreicher Tierhäuser und Freianlagen, wurde der neu gestaltete Zoo 1985 der Öffentlichkeit zugänglich gemacht.

## Anlagen
Zu den Hauptausstellungsbereichen im Arignar Anna Zoological Park zählen ein Safari-Gelände, mehrere Freiflughallen für Vögel, die auch begehbar sind, ein Krokodil-Park sowie ein Reptilienhaus. Zu den weiteren Attraktionen zählen ein Nachttierhaus, ein Schmetterlingshaus, ein Amphibienhaus und ein Aquarium. Da die einzelnen Anlagenbereiche aufgrund der Größe der Gesamtfläche von 602 Hektar teilweise weit auseinander liegen, werden den Besuchern batteriebetriebene Fahrzeuge zur Verfügung gestellt.

## Tierbestand
Im Arignar Anna Zoological Park werden rund 2700 Tiere in ca. 175 Arten gezeigt. Einen Schwerpunkt bildet dabei die Zucht der heimischen Fauna. Der Zoo beteiligt sich ebenfalls an Ex-situ-Arterhaltungsprogrammen für mehrere seltene Tierarten und setzt sich insbesondere für die Erhaltung der bedrohten und gefährdeten Arten der West- und Ostghats ein. Nilgiri-Langur (Semnopithecus johnii) (4), Bartaffe (Macaca silenus) (6) und Gaur (Bos gaurus) (5) werden regelmäßig gezüchtet. Die Zahlen in Klammern geben die erfolgreiche Anzahl an Geburten im Zeitraum 2019/2020 an. Nachfolgende Bilder zeigen einige Tierarten aus dem Bestand des Zoos.

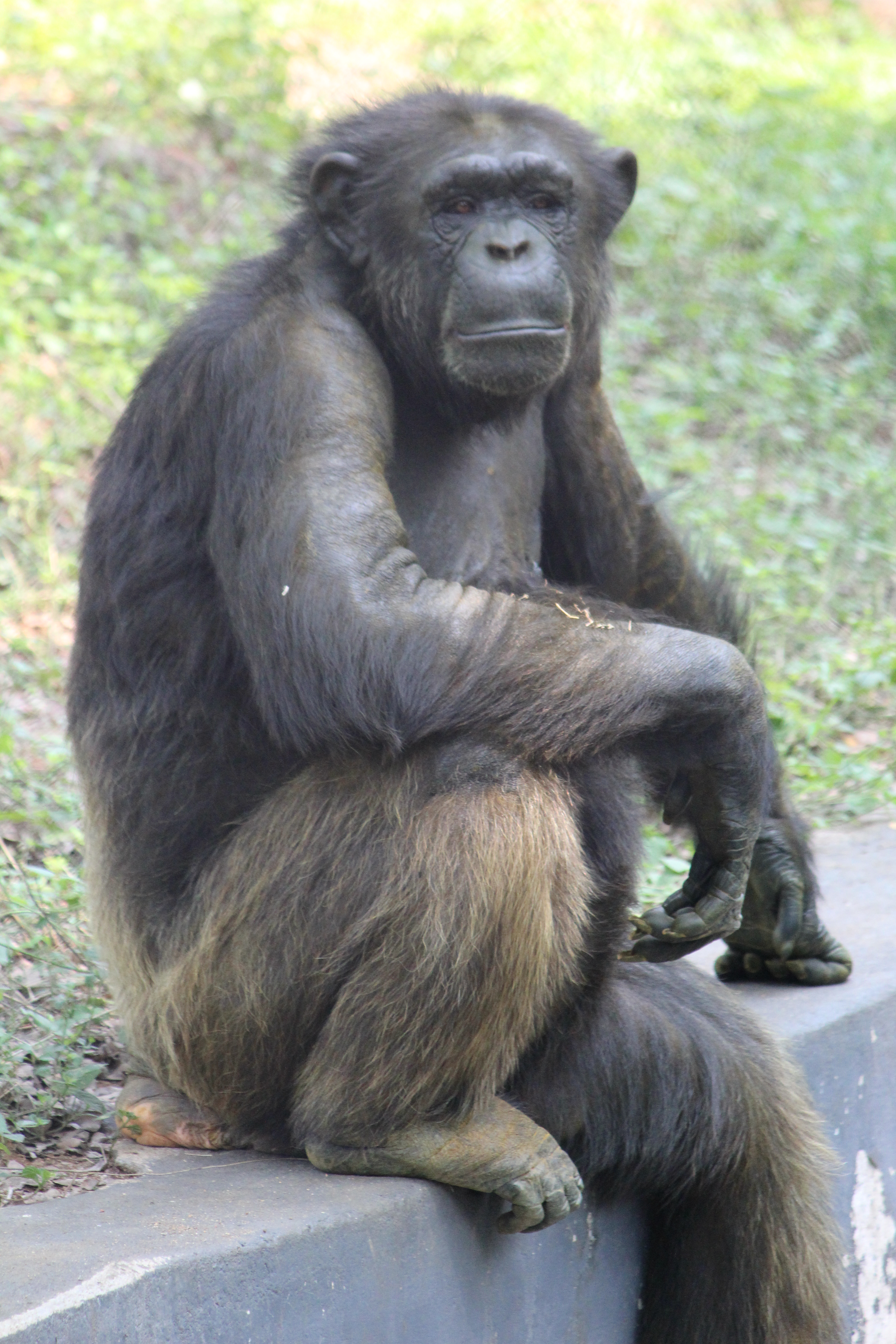
Schimpanse (Pan troglodytes)
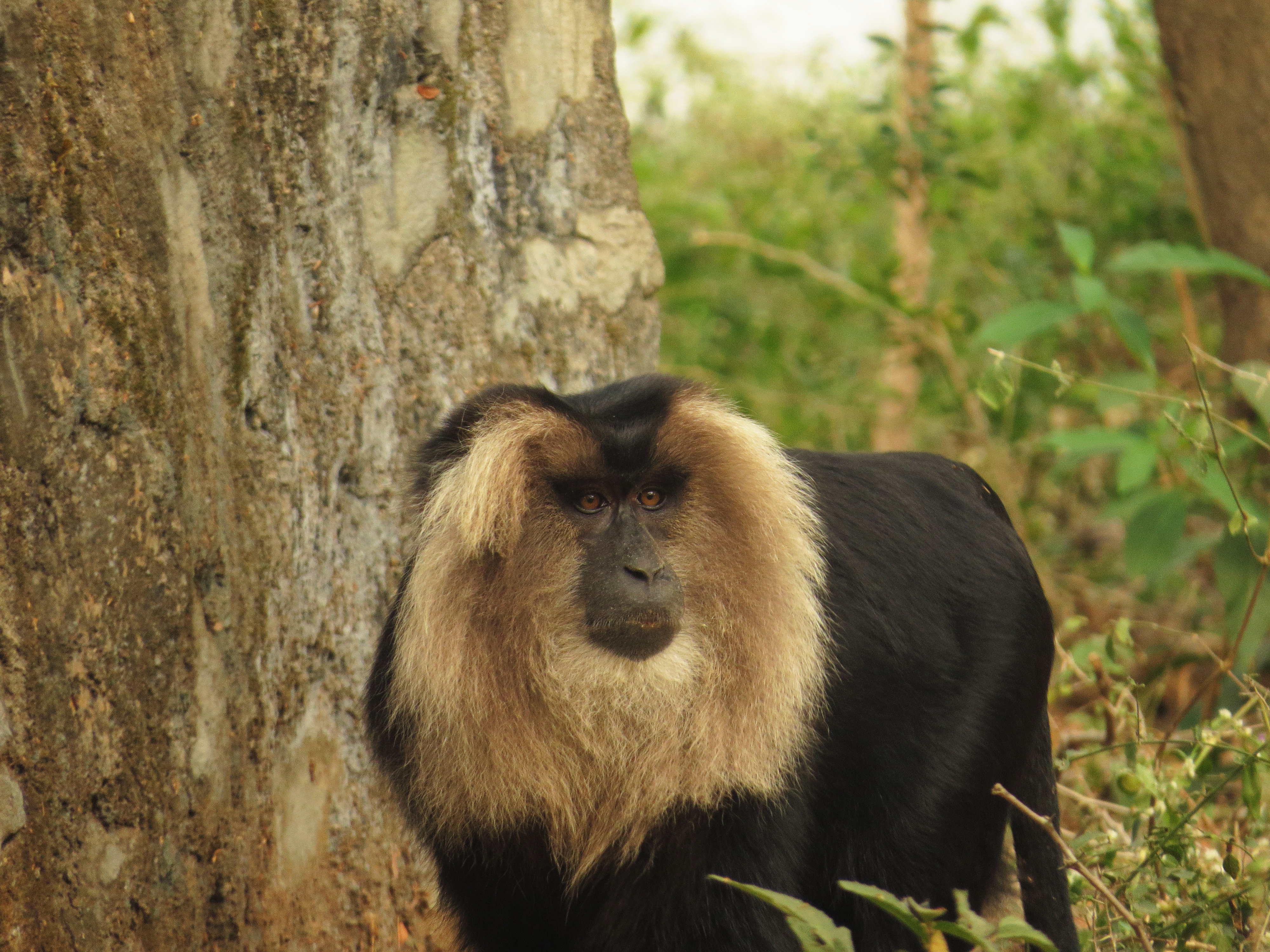
Bartaffe (Macaca silenus)
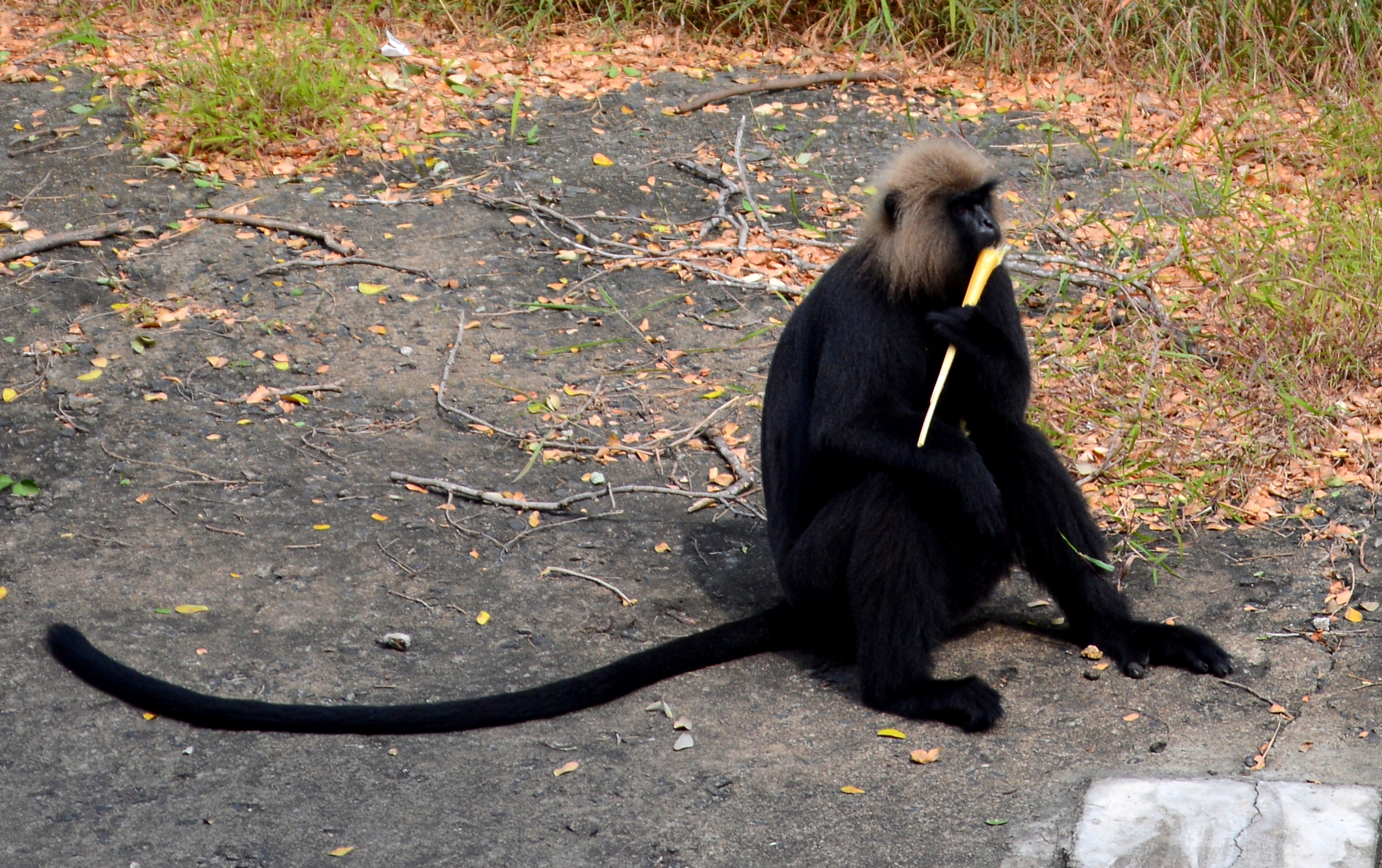
Nilgiri-Langur (Semnopithecus johnii)
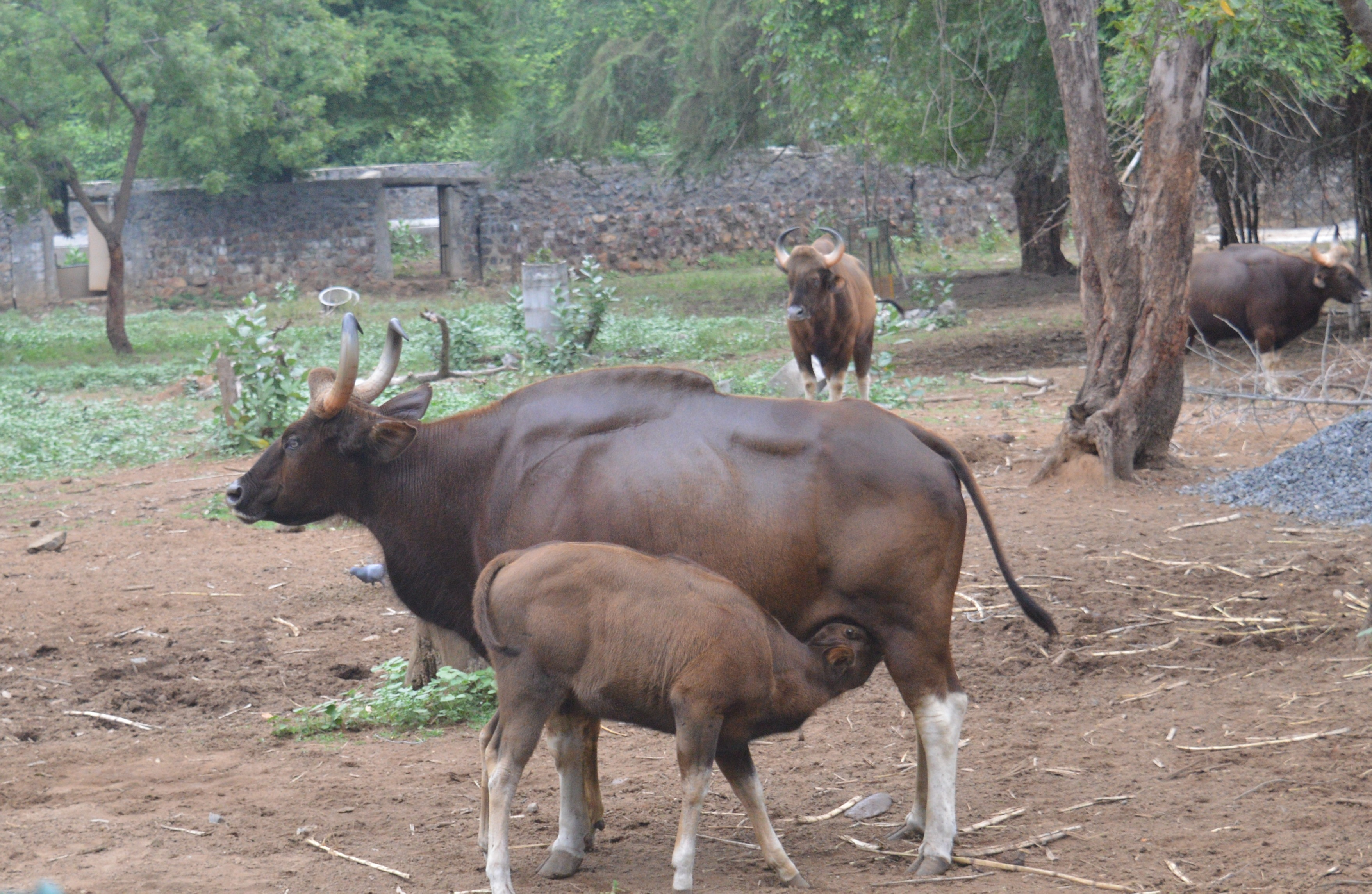
Gaur (Bos gaurus) mit Jungtier
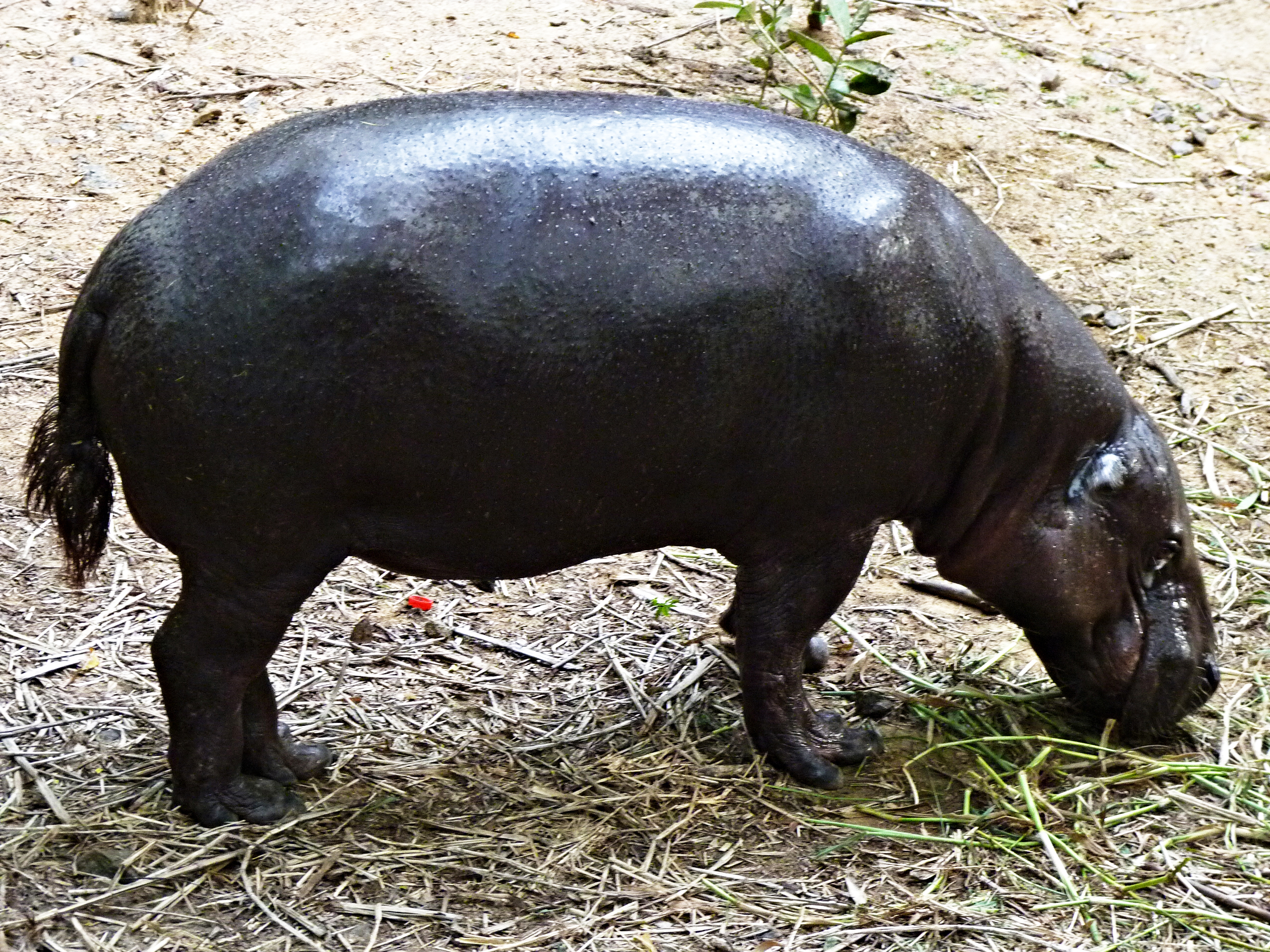
Zwergflusspferd (Choeropsis liberiensis)
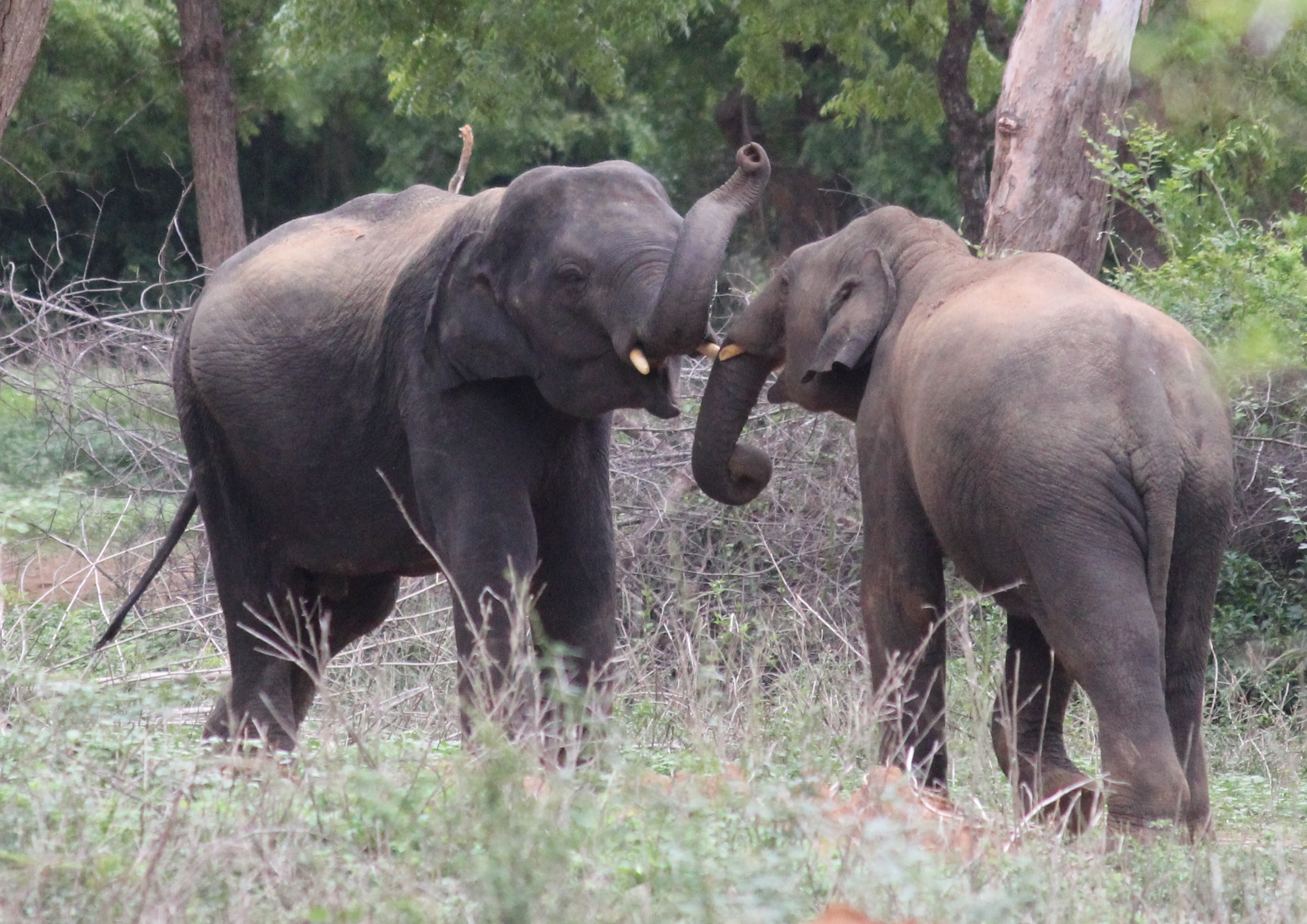
Asiatische Elefanten (Elephas maximus)
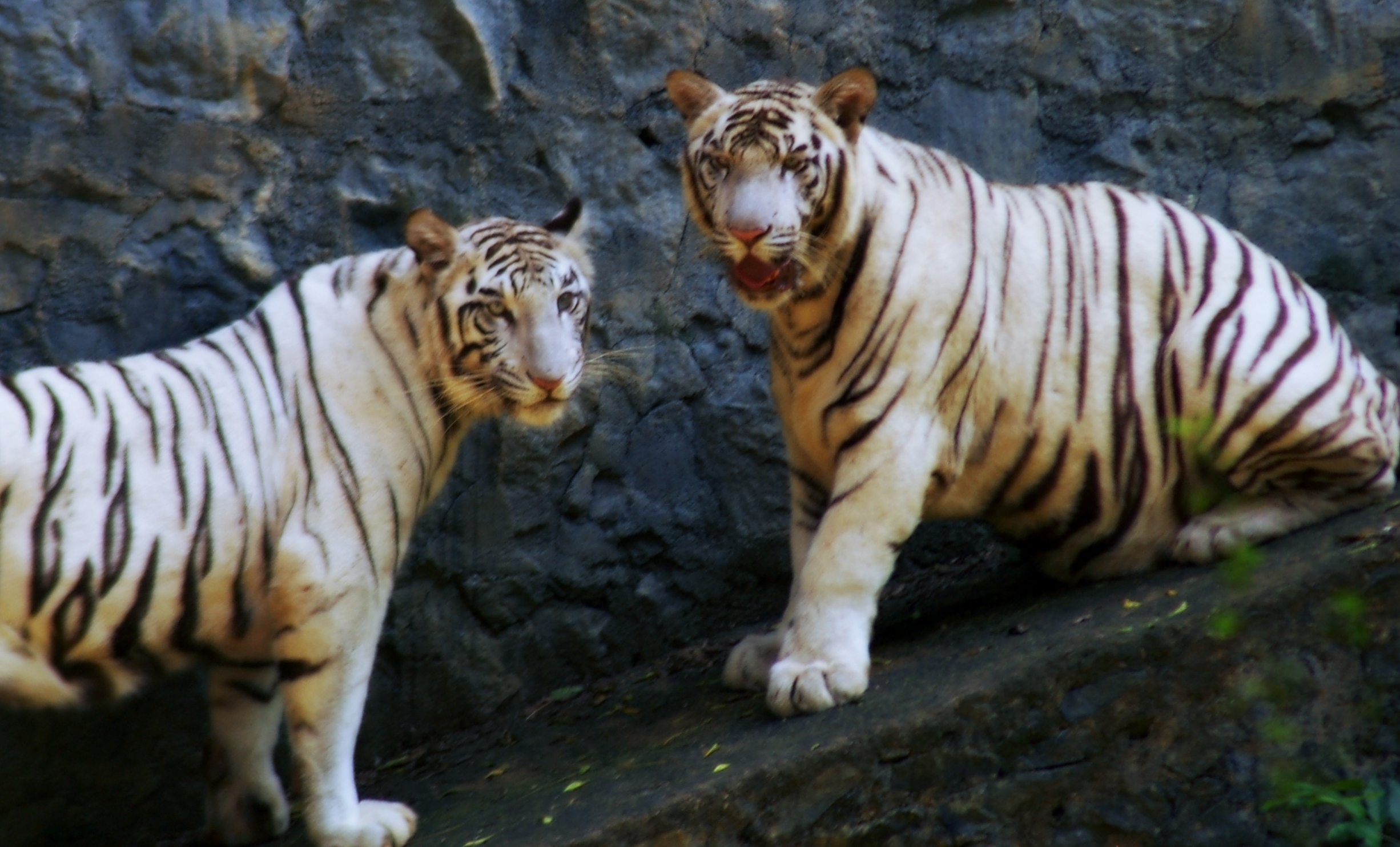
Weiße Königstiger (Panthera tigris)
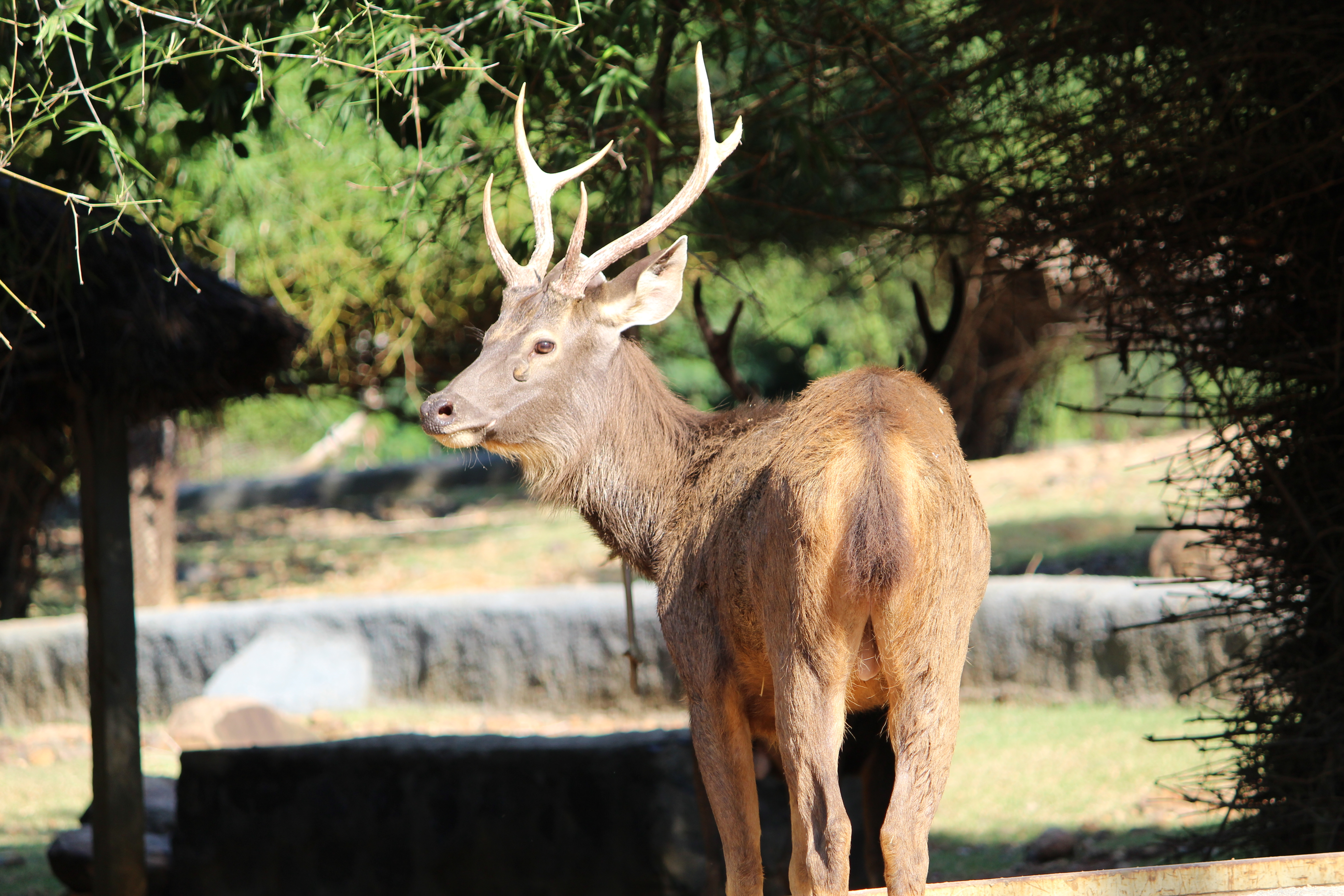
Pferdehirsch (Cervus unicolor)

## Weitere Einrichtungen
Im Wirtschaftshof des Arignar Anna Zoological Parks, in dem das Futter für die Tiere aufbewahrt und eingeteilt wird, werden sehr detaillierte individuelle Futterpläne für die Tiere erstellt, die sehr vielseitig und abwechslungsreich sind. Ein Futterdiagramm wird auf der Grundlage des Energiebedarfs, spezieller biologischer Erfordernisse und der individuellen Nachfrage aufgestellt. So erhält ein Schimpanse beispielsweise täglich folgendes Futter: 300 g Papaya,  je 100 g Reis, Kohl, Möhren, Weintrauben und grünes Blattwerk,  je 50 g Kichererbsen und Sojabohnenkeime, je 25 g Nüsse und gekochte Hülsenfrüchte. Außerdem erhält ein Schimpanse täglich acht Scheiben Brot, zehn Bananen, fünf Äpfel, acht Guaven, vier Mangos oder Orangen, ein gekochtes Ei und einen Liter Milch. Je nach Saison und Verfügbarkeit werden zusätzlich diverse Früchte, beispielsweise Wassermelonen (bis zu 1 kg) in beträchtlicher Anzahl verfüttert.
Der Zoo verfügt auch über ein Tierkrankenhaus mit angeschlossener Quarantänestation.  Die Tiere werden regelmäßig von Tierärzten und Biologen überwacht. Entwurmungs- und Desinfektionsprogramme gehören zum Standard. Basierend auf dem gegenwärtigen Körperzustand, wie Größe, Gewicht und anderen biologischen Parametern wird das Futter sowie eventuell notwendige Medikamente berechnet und in angemessener Menge und hervorragender Qualität bereitgestellt.
Weiterhin befindet sich auf einer 92 Hektar großen Fläche innerhalb des Zoos ein Rescue and Rehabilitation-Center, in dem gefundene oder verletzte Wildtiere gepflegt werden. In der Vergangenheit wurden dort u. a. auch illegal aus der Natur entnommene und konfiszierte Indische Sternschildkröten (Geochelone elegans) aufgenommen. Regelmäßig werden verschiedene Primatenarten, die auf der Suche nach Futter in Wohngebiete vordringen und sich dort an Zäunen oder an elektrisch geladenen Hindernissen verletzen, behandelt.
Zur Aus- und Weiterbildung wurde ein Bildungs- und Forschungszentrum eingerichtet. Im Zeitraum 2019/2020 wurden verschiedene Bildungsprogramme durchgeführt, an denen über
20.000 Studenten teilnahmen, von denen mehr als 1200 mit dem Titel Zoo-Ambassador (Zoo-Botschafter) ausgezeichnet wurden.